# ザ・カレッジ・オペラハウス管弦楽団
ザ・カレッジ・オペラハウス管弦楽団（ザ・カレッジ・オペラハウスかんげんがくだん）は、大阪府豊中市にある大阪音楽大学の施設「ザ・カレッジ・オペラハウス」専属の、2管編成のプロのオーケストラである。日本オーケストラ連盟準会員。

## 沿革
オーケストラは1988年に設立され、翌年4月のザ・カレッジ・オペラハウス開場に合わせて活動を始めた。活動としてはオペラハウスでのオペラ・バレエ公演のほか、日本唯一のオペラ・オーケストラとして他団体の演奏も数多く行っている。
1999年、ザ・カレッジオペラハウスの引っ越し公演として、東京文化会館とびわ湖ホールにおいて『金閣寺』（作曲：黛敏郎）を岩城宏之指揮で上演、全国的な評価を受けた。2000年には、音楽クリティッククラブ賞を受賞。2005年9月、新国立劇場における「地方招聘公演」第1回として、『沈黙』（作曲：松村禎三）を山下一史指揮で上演、大きな反響と話題を呼んだ。同年10月、ザ・カレッジ・オペラハウスでの『沈黙』公演で文化庁芸術祭大賞を受賞。2008年4月から社団法人日本オーケストラ連盟準会員。

## 構成
歴代常任指揮者はフォルカー・レニッケ、飯森範親（現名誉指揮者）、山下一史（現名誉指揮者）、張允聖（チャン・ユンスン、現名誉指揮者）が務めた。
現在は牧村邦彦が正指揮者を務めている。